# Бернсторф, Альбрехт
Граф Альбрехт фон Бернсторф (нем. Albrecht von Bernstorff; 22 марта 1809, Виттендёрп, герцогство Мекленбург-Шверин — 26 марта 1873, Лондон) — прусский государственный и политический деятель, министр иностранных дел, дипломат.

## Биография
Представитель старого ганноверского аристократического графского рода Бернсторф.
Изучал право в университетах Гёттингена и Берлина, после чего поступил чиновником на прусскую службу.
В 1832 году начал дипломатическую карьеру в качестве атташе прусского посольства в Гамбурге, откуда последовательно переводился в Санкт-Петербург (1837) и Париж (1837). С 1842 года — эксперт-советник политического отдела министерства иностранных дел Пруссии.
В 1845 году был назначен чрезвычайным и полномочным посланником в Мюнхен, где, несмотря на господство клерикалов-ультрамонтанов, твёрдо и с достоинством охранял интересы протестантской Пруссии и вместе с тем приобрел расположение короля Людовика I.
В 1848 Бернсторф был назначен послом в Вену, где до 1851 года трудился над восстановлением добрых отношений между Пруссией и Австрией. Вскоре после прибытия в Вену он проявил себя, как противник предложенной схемы объединения немецких земель в единое государство. Считал возможным такое объединение под прусским, а не австрийским руководством. Во время революции 1848—1849 гг. выступал за прочный союз между Пруссией и Австрией.
В 1851—1852 годах Бернсторф был членом прусского парламента (ландтага). Потом направлен послом в Неаполь.
Незадолго до начала Крымской войны в 1854 году стал главой прусского посольства в Лондоне, и добился значительного улучшения англо-прусских отношений.
В 1861 году получил портфель министра иностранных дел в правительстве Карла Антона Гогенцоллерна-Зигмарингена и в короткое время успел заключить торговые договоры с Китаем и Японией, а также довести до благополучного конца заключение договора о свободной торговле с Францией.
В конце 1862 года Бернсторф вернулся на свой пост в Лондон, где в 1867 году был утвержден в звании посла в ранге государственного министра Северогерманского союза и Германской империи в 1871 году.
В течение этого времени он также был прусским делегатом на Лондонской мирной конференции 1864 года, которая привела к подписанию договора в Вене об окончании Датско-прусской войны. В 1867 году он также в качестве посла Северогерманского союза вёл переговоры о заключении Лондонского договора, который определил статус Люксембурга.
Умер в Лондоне в 1873 году. Похоронен в родовой усыпальнице в Лассане (ныне Мекленбург-Передняя Померания).